# John R. Pugh
John Ramsey Pugh (* 27. Juli 1909 in Pennsylvania; † 2. März 1994 in Round Hill, Virginia) war ein Generalmajor der United States Army. Er war unter anderem Kommandeur der 3. Panzerdivision.
In den Jahren 1928 bis 1932 absolvierte John Pugh die United States Military Academy in West Point. Nach seiner Graduation wurde er als Leutnant der Kavallerie zugeteilt. In der Armee durchlief er anschließend alle Offiziersränge vom Leutnant bis zum Zwei-Sterne-General.
In seinen jüngeren Jahren tat er den für Offiziere in den niederen Rangstufen üblichen Dienst in unterschiedlichen Einheiten und Standorten. Dazu gehörten auch Aufgaben als Stabsoffizier in verschiedenen Hauptquartieren. Zur Zeit des amerikanischen Eintritts in den Zweiten Weltkrieg war er Stabsoffizier auf den Philippinen. Auf der Insel Corregidor geriet er im Jahr 1942 in japanische Kriegsgefangenschaft, in der er bis zum Kriegsende 1945 verblieb.
Nach seiner Heimkehr in die Vereinigten Staaten setzte Pugh seine Offizierslaufbahn fort. In den Jahren 1949 und 1950 kommandierte er das 325. Luftlanderegiment, das der 82. Luftlandedivision unterstand. Danach hatte er bis 1951 das Kommando über eine Schwadron des 3. Kavallerieregiments. Zwischen 1951 und 1953 war Pugh Stabsoffizier in der Abteilung G3 (Operationen) im Heeresministerium. Daran schloss sich eine Versetzung zur CIA an, wo er bis 1954 als Verbindungsoffizier tätig war.
Im Jahr 1955 absolvierte er das Naval War College in Newport in Rhode Island. In den folgenden Jahren bekleidete er verschiedene Positionen als Stabsoffizier. In den Jahren 1957 und 1958 war er in Berlin als Stabschef des dortigen US-Kommandos stationiert. Zwei Jahre später leitete er die Stabsabteilung G3 für Operationen bei der in Südkorea stationierten 8. Armee. Danach war er in den Jahren 1960 bis 1962 Stabschef der 2. Armee.
Im Mai 1962 übernahm John Pugh das Kommando über die 3. Panzerdivision, die damals in Deutschland stationiert war. Er behielt sein Kommando bis zum Februar 1964. Diese Zeit war von internationalen politischen Spannungen wie der Kuba-Krise und der damit verbundenen akuten Kriegsgefahr verbunden. Danach kommandierte Pugh von 1964 bis 1966 das VI. Korps.
Im Jahr 1966 ging John Pugh in den Ruhestand. Er starb am 2. März 1994 und wurde auf dem amerikanischen Nationalfriedhof Arlington beigesetzt.

## Orden und Auszeichnungen
John Pugh erhielt im Lauf seiner militärischen Laufbahn unter anderem folgende Auszeichnungen:
- Army Distinguished Service Medal
- Silver Star
- Legion of Merit
- Bronze Star Medal